# The Cad and the Hat
«The Cad and the Hat» (укр. «Хам і капелюх») — п'ятнадцята серія двадцять восьмого сезону мультсеріалу «Сімпсони», прем'єра якої відбулась 19 лютого 2017 року у США на телеканалі «Fox».

## Сюжет
Барт і Ліса розповідають історія про те, як Ліса купила новий капелюшок, хоча Барт соромився її розповісти…
Одного разу сім'я Сімпсонів поїхала на пляж. Ліса купує новий капелюшок, який вона називає «Сонечко». Тим часом, щоб довести, що він — поганець, Барт купує «водостійке» татуювання, але воно змивається, коли хлопчик йде плавати.
Гомер і Мардж вирушають спостерігати за спортивним майданчиком. Там Гомер виявляє, що він фахівець у грі в шахи, після того, як у дитинстві грав зі своїм батьком.
Ввечері, дорогою додому, Гомер зупиняється біля «Красті Бургера». Барт, розлютившись на вдачу Ліси, відкидає «Сонечко» на стоянку. Коли Ліса виявляє, що капелюшку вже немає, вона стає невтішною. Згодом тієї ж ночі, Барта навідує гротескний «монстр Почуття Провини» — істоти, покритої слизом, яка нагадує йому про те, що він зробив. Водночас, чим більше Барт заперечує свою провину перед сестрою, тим більшою й огиднішою вона стає…
Тим часом Гомер починає більше грати в шахи, і усвідомлює, що грав у гру з Ейбом як спосіб зв'язатися з ним після того, як його мати Мона пішла. Він часто програв батькові, допоки вчитель-сусід не дав йому кілька уроків шахів. Після вдосконалення гри і, нарешті, перемоги над Ейбом, останній сердито відмовився більше грати проти нього.
Після достатньої кількості візитів Провини Барт, нарешті, приймає її і говорить Лісі правду про «Сонечко». Однак вона неприємно вражена його діями, і, таким чином, відмовляється від його відчайдушних спроб полагодити з нею (і змусити Провину зникнути).
Гомер вважає, що його відновлена здатність до шахів свідчить про те, що він таємно хоче вбити батька. Він заохочує Ейба знову зіграти з ним і піддається йому, сподіваючись загоїти рану їхнього минулого.
Вважаючи єдиним способом прощення — повернути капелюх, Барт повертається на звалище і знаходить «Сонечко» у розчавленій машині. Однак, повернувши капелюшок назад Лісі, вона повідомляє йому, що він неправильно інтерпретував її слова, і цю рану вже не загоїш. Одразу ж після Ліса зустрічає власний емоційний дух, який гнівно говорить їй, що брат дуже старався виправити ситуацію. Це змусує її нарешті пробачити Барта.
У заключенні своєї історії Ліса каже, що дізналася, що у Барта є совість.

## Ставлення критиків і глядачів
Під час прем'єри серію переглянули 2,44 млн осіб з рейтингом 1.1, що зробило її найпопулярнішим шоу на каналі «Fox» тієї ночі.
Денніс Перкінс з «The A.V. Club» дав серії оцінку C+, сказавши, що «серія відволікає від звичного тону і внутрішніх правил серіалу, що могло б бути цікаво, якби це було виконано набагато сміливіше або смішніше».
Згідно з голосуванням на сайті The NoHomers Club більшість фанатів оцінили серію на 2/5 і 3/5 із середньою оцінкою 2,62/5.